# Аббьяти, Франко
Франко Аббьяти (итал. Franco Abbiati; 14 сентября 1898, Верделло — 22 января 1981, Бергамо) — итальянский музыковед
 и музыкальный критик.
Окончил Туринскую консерваторию (1929) как композитор, изучал также музыковедение под руководством Гаэтано Чезари (в 1937 году редактировал том неизданных сочинений своего учителя и снабдил его своим предисловием). Работал в газете «Secolo sera», а в 1934 г. сменил Чезари в качестве музыкального критика газеты «Corriere della Sera» и оставался на этом посту до 1973 года. Кроме того, в 1949—1963 гг. Аббьяти издавал ежемесячный журнал «Ла Скала». Здесь его интересы были обращены, прежде всего, к пересмотру итальянской музыкально-драматической традиции.
Как музыковед Аббьяти известен, прежде всего, четырёхтомным трудом о Джузеппе Верди (1959), в котором впервые введён в научный оборот ряд ранее не публиковавшихся материалов. Ему также принадлежит фундаментальная «История музыки» (итал. Storia della musica; 1939—1946, в 5 томах; переработанное издание 1967—1968, сокращённые издания 1955, 1971), «Путеводитель по опере Бриттена „Питер Граймс“» (итал. Guida al Peter Grimes di Britten; 1947) и ряд других работ.
Итальянская ассоциация музыкальной критики учредила в честь Аббьяти ежегодную Премию Франко Аббьяти. По традиции церемония награждения лауреатов проходит в оперном театре Бергамо либо в других исторических зданиях города.